# 徐乐江
徐乐江（1959年4月—），男，山东新泰人，中华人民共和国政治人物。

## 生平
1974年10月参加工作，1976年6月加入中国共产党。江西冶金学院（现江西理工大学）机械系冶金机械专业毕业，工商管理硕士学历。中共第十七届、十八届中央候补委员，第十九届中央委员。
历任宝钢初轧厂厂长助理、冷轧厂副厂长、冷轧厂厂长，上海宝山钢铁总厂厂长助理、副厂长，宝山钢铁（集团）公司副总经理、常务副总经理，上海宝钢集团公司董事、副总经理、常务副总经理、总经理，宝钢集团有限公司董事、总经理等职。2001年6月，中国科学技术协会第六次全国代表大会召开，并选举其出任第六届全国委员会常务委员。2007年1月，任宝钢集团有限公司董事长。2016年10月31日，宝钢集团有限公司与武汉钢铁（集团）公司重组成立中国宝武钢铁集团有限公司，徐乐江的宝钢集团董事长、党委书记职务自然免除。
2016年12月，待职一个多月的徐乐江出任中华人民共和国工业和信息化部副部长、党组成员。2017年5月，接替全哲洙任中共中央统战部副部长、中华全国工商业联合会党组书记、常务副主席（正部长级）。2018年1月，当选第十三届全国政协委员。
2024年7月，由于年龄原因，卸任中华全国工商业联合会党组书记职务。同年10月11日，被任命为第十四届全国政协民族和宗教委员会副主任。